# Мелитопольская улица (Москва)
Мелито́польская улица — улица в районе Бирюлёво Западное Южного административного округа города Москвы. Проходит от улицы Подольских Курсантов до Никопольской улицы.

## Название
Улица образована в 1966 году из проспекта Суворова и улицы Гончарова, находившихся в посёлке Красный Строитель, который в 1960 году вошёл в состав Москвы. Названа по городу Мелитополю Запорожской области Украины в связи с расположением на юге столицы.

## Здания и сооружения
На Мелитопольской улице находятся:
- д. 7 — различные предприятия автосервиса
- д. 8 — Московский пищевой комбинат «Крекер»[3]
- вл. 9 — асфальтобетонное производство ГБУ «Автомобильные дороги»[4]
- д. 11, к. 2 — производитель строительно-отделочных материалов ГК «Бирсс»

## Транспорт
По Мелитопольской улице только по будням до 20:30 проходит автобус с970 (до ввода сети «Магистраль» — 770), следующий через станцию «Покровская» МЦД-2 и станцию метро «Пражская» до станции метро «Южная».
Кроме того, в пешеходной доступности от окончания улицы расположена станция «Красный Строитель» МЦД-2.

## Фотографии

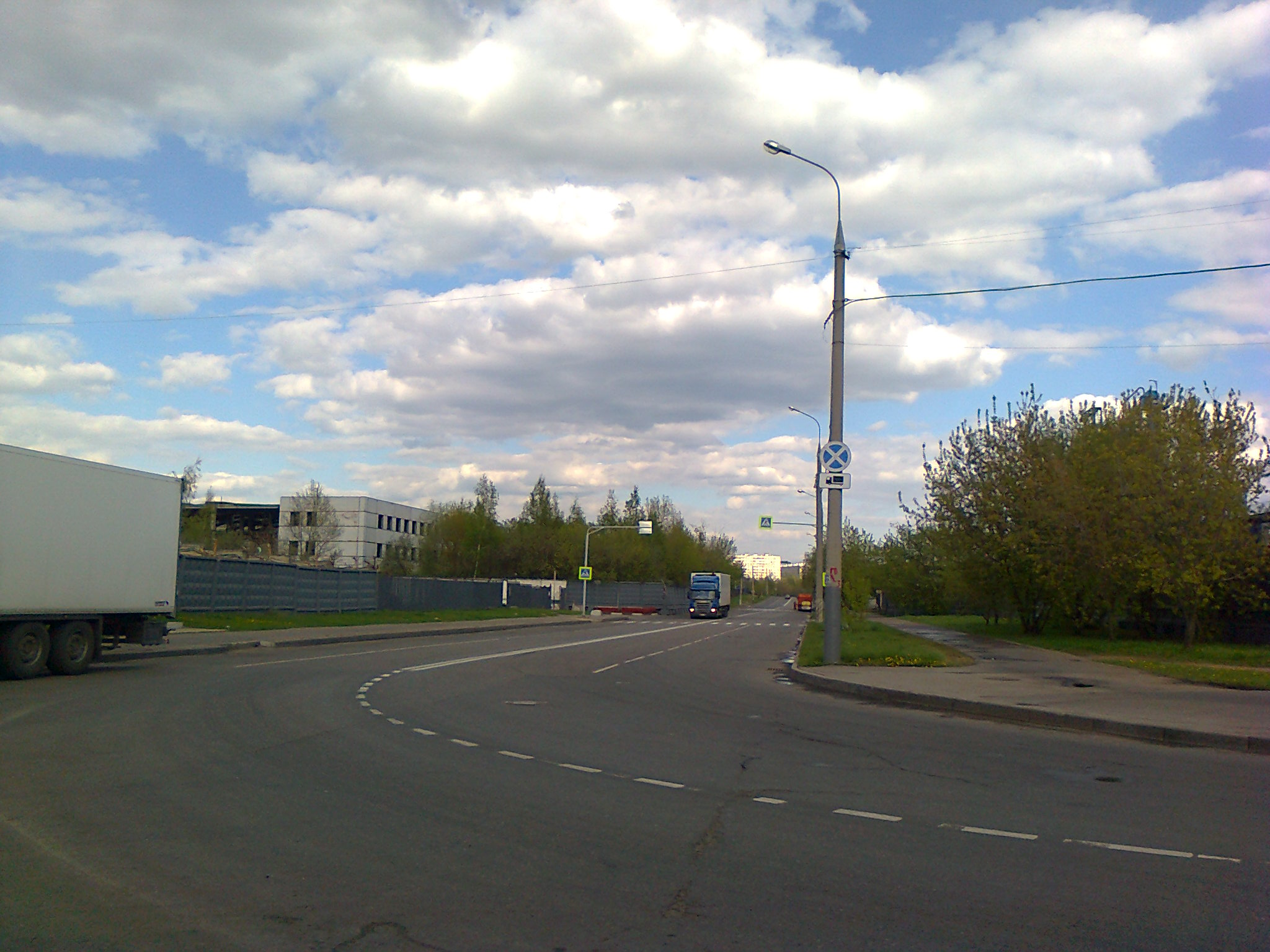
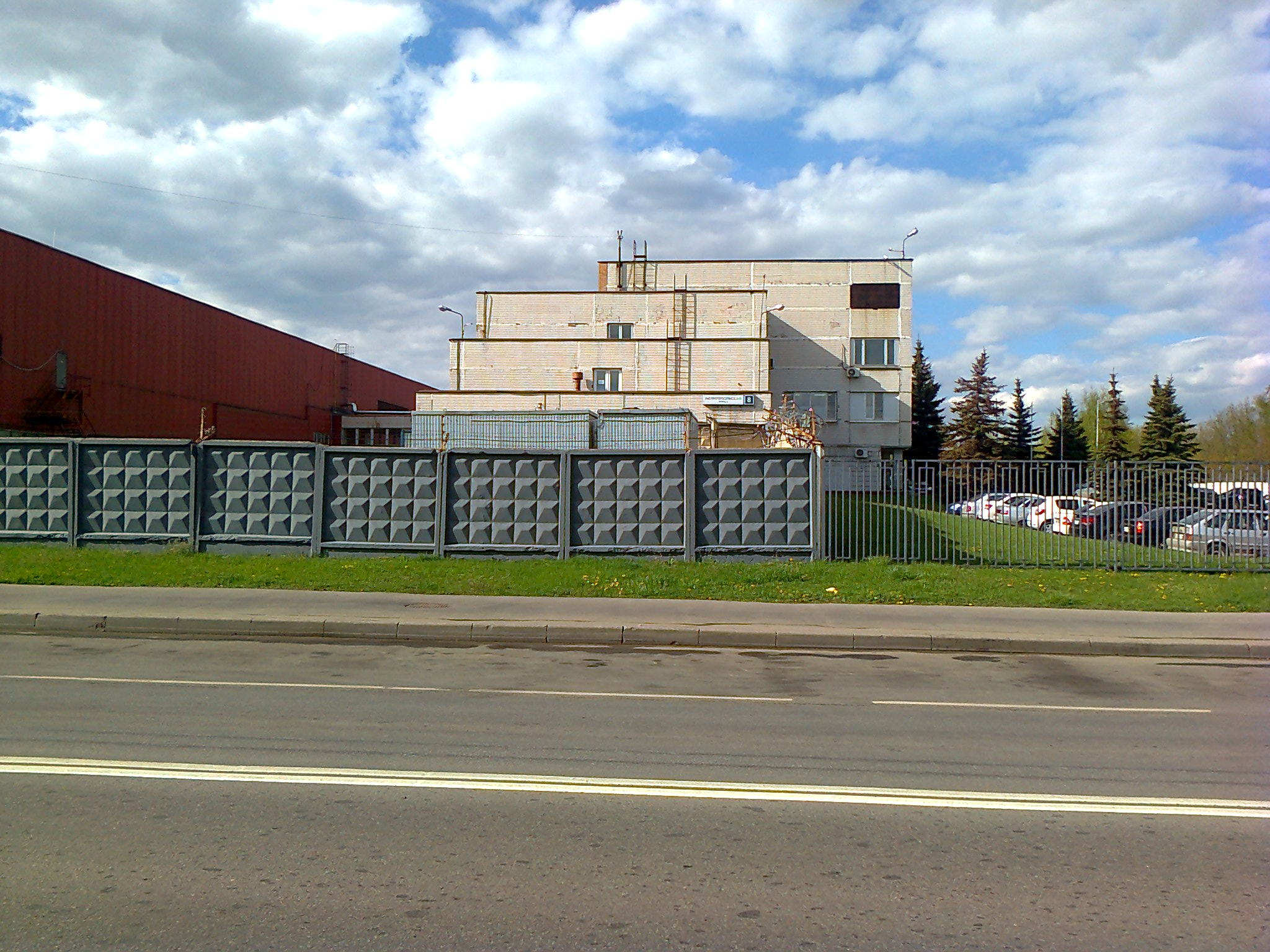
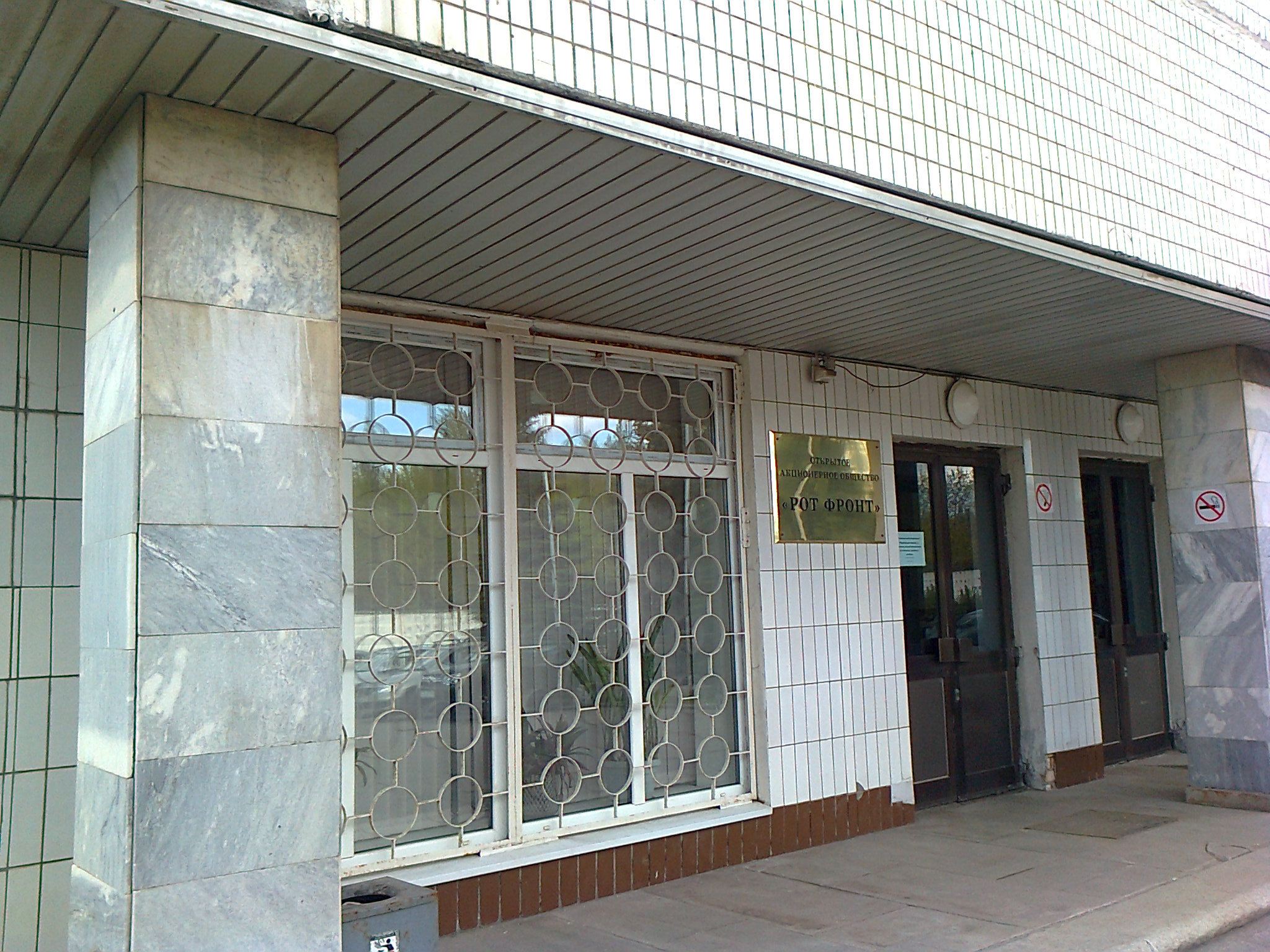
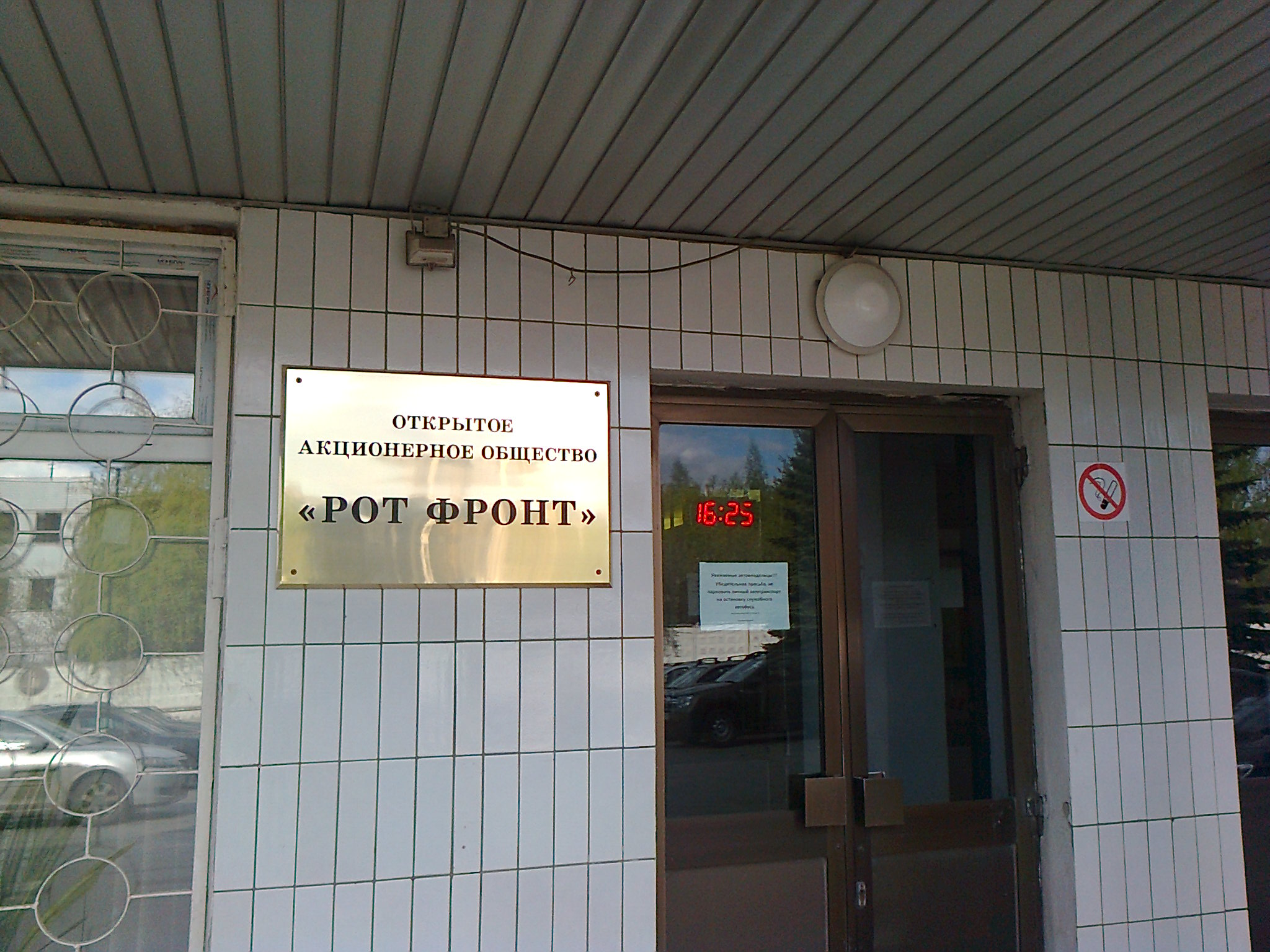
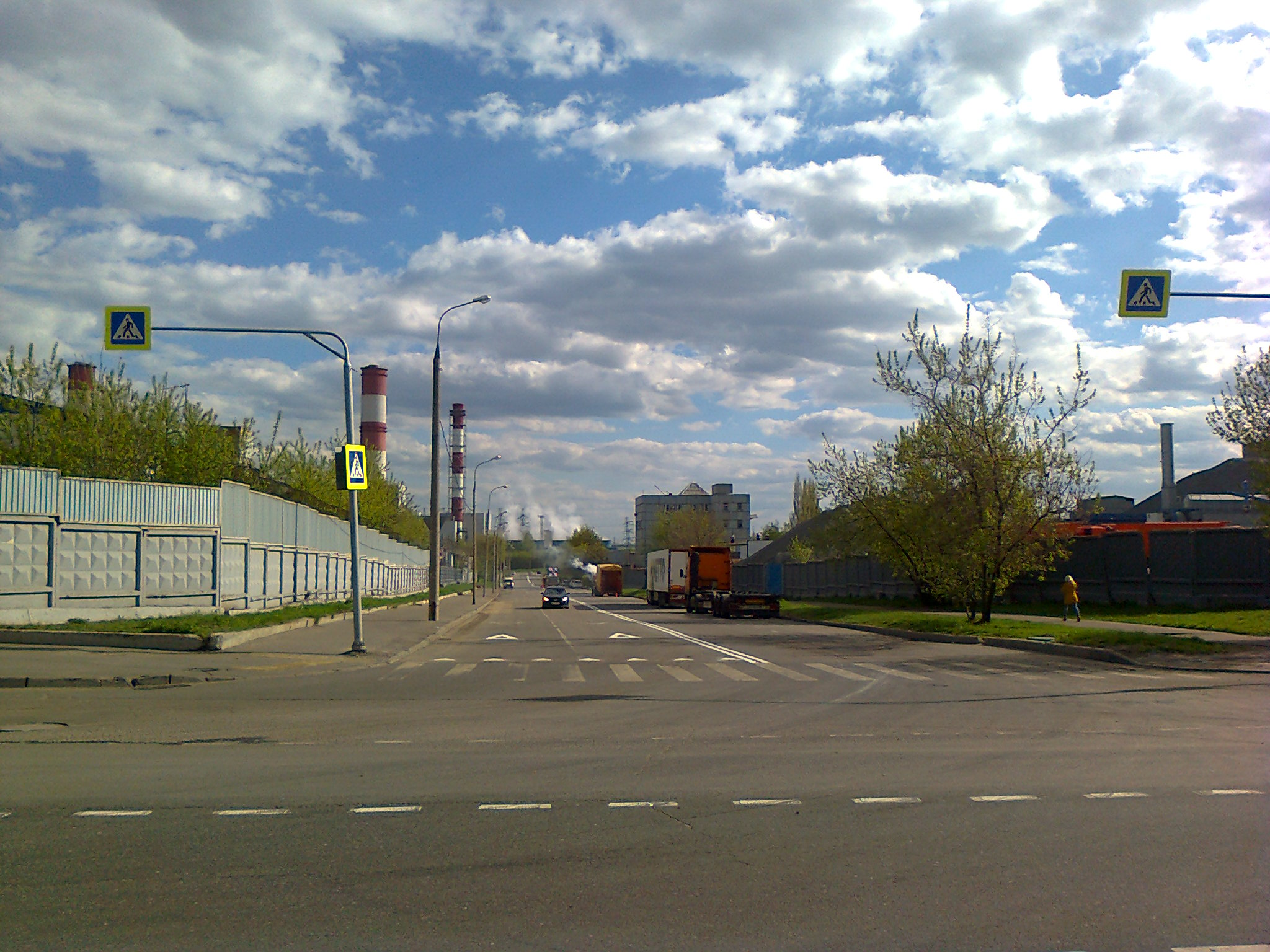
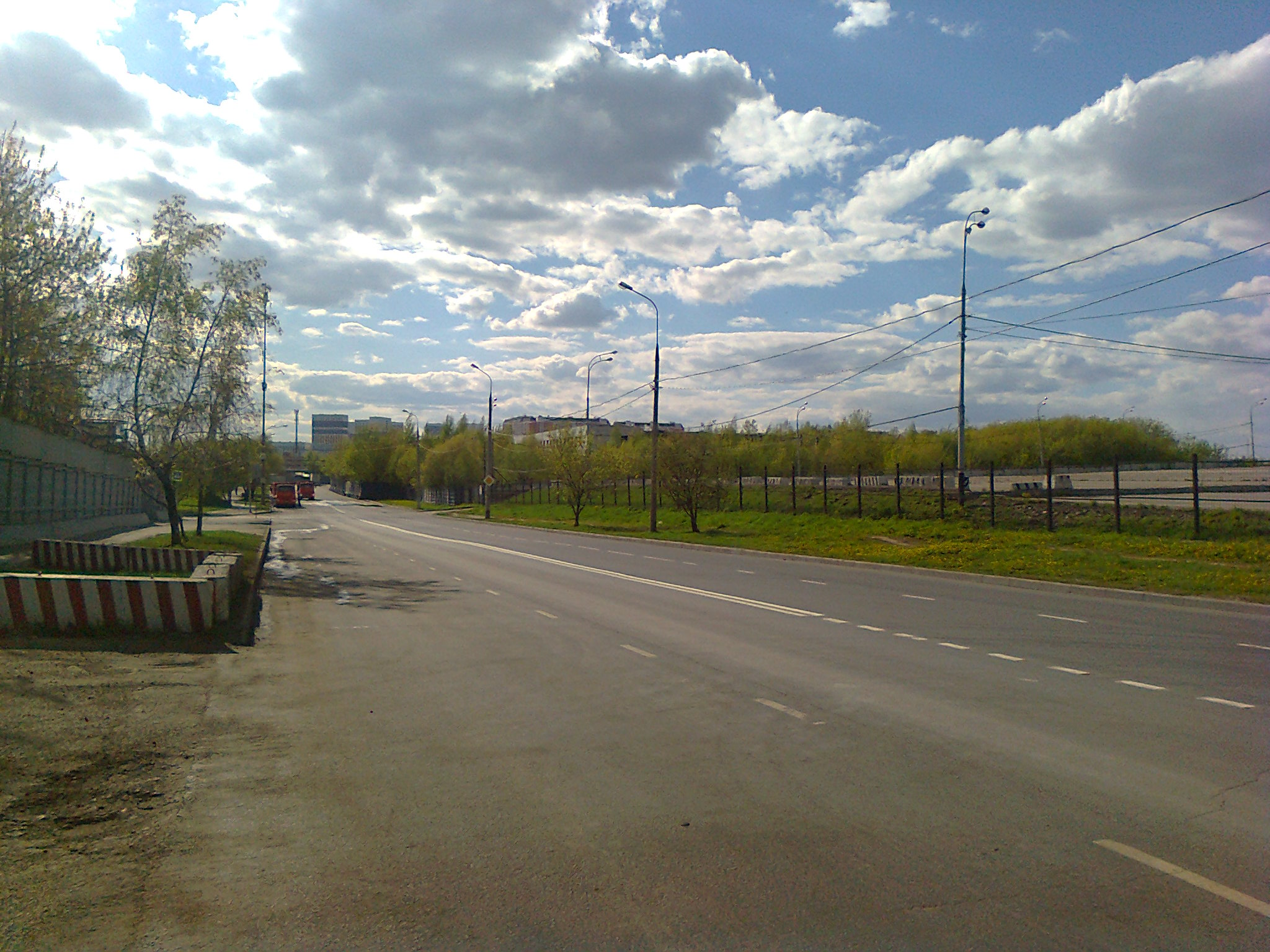
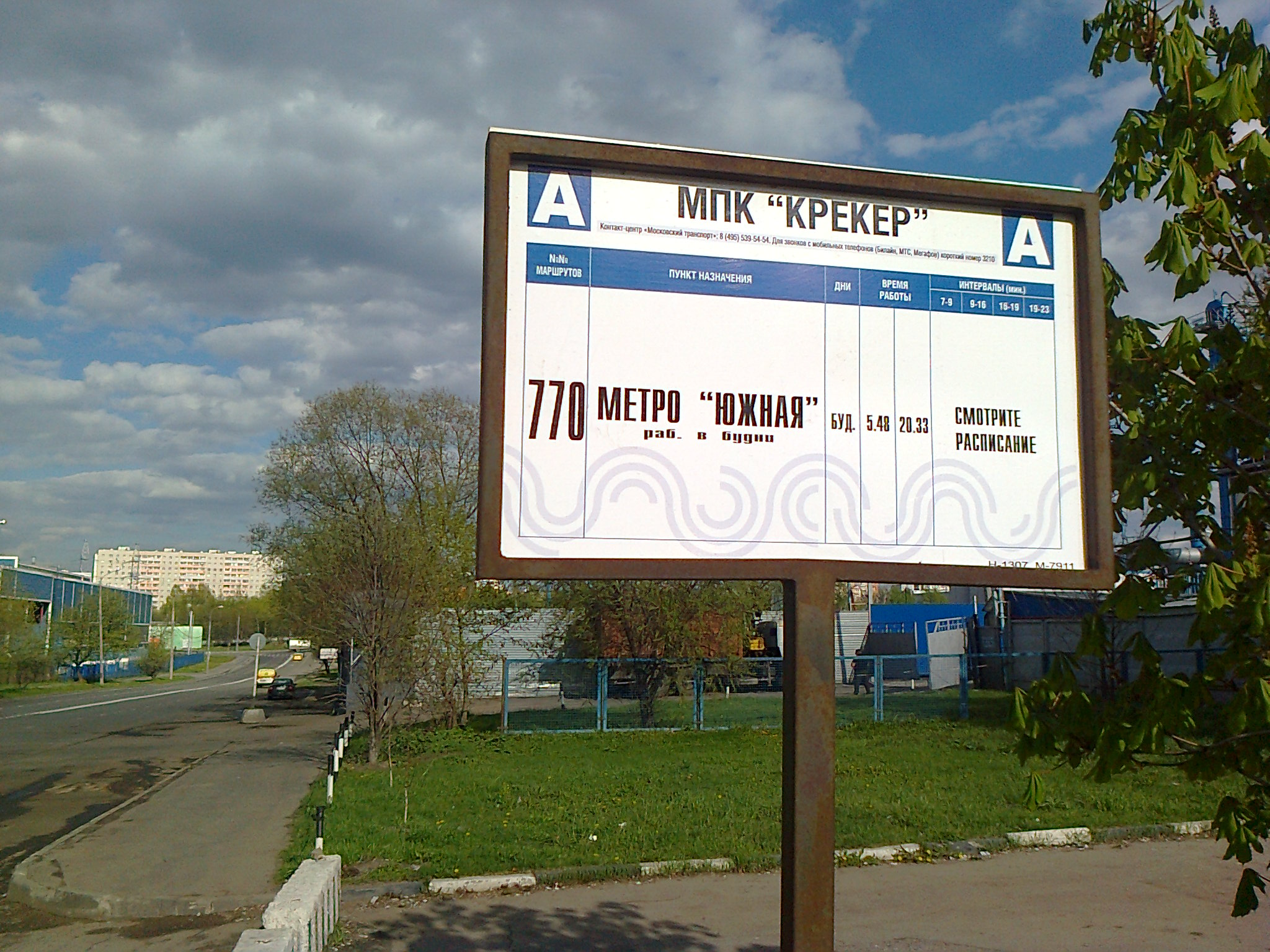
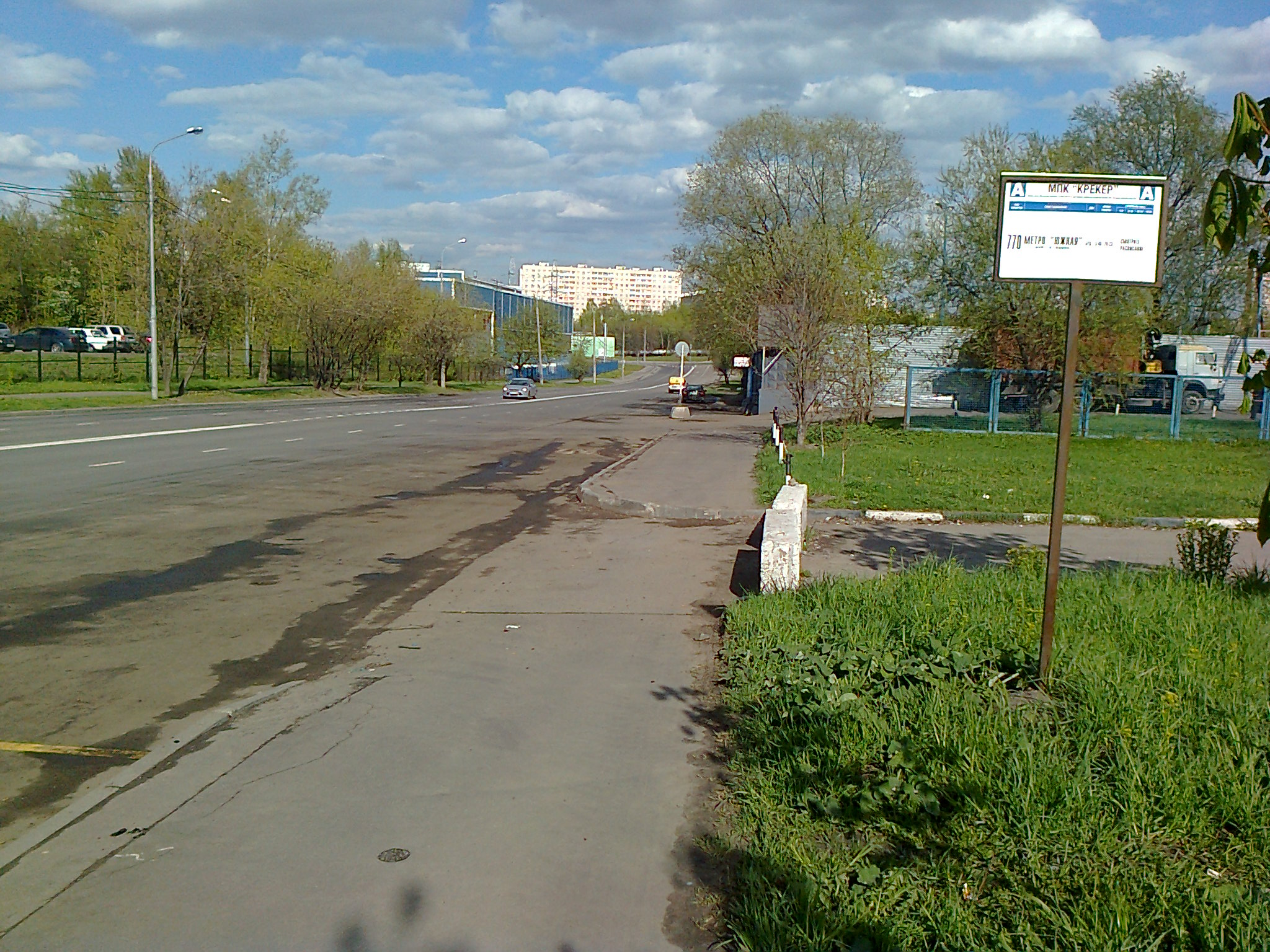
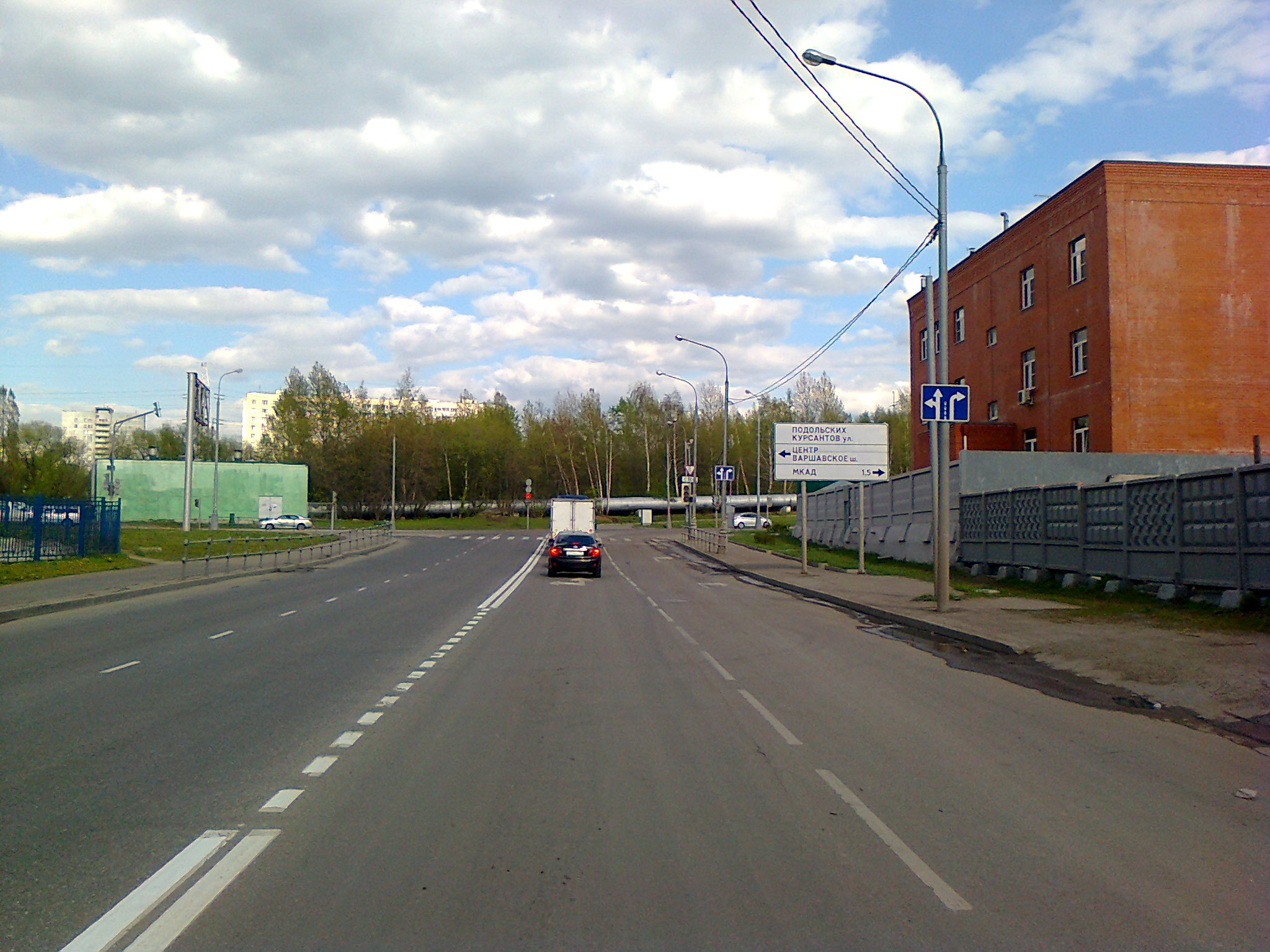
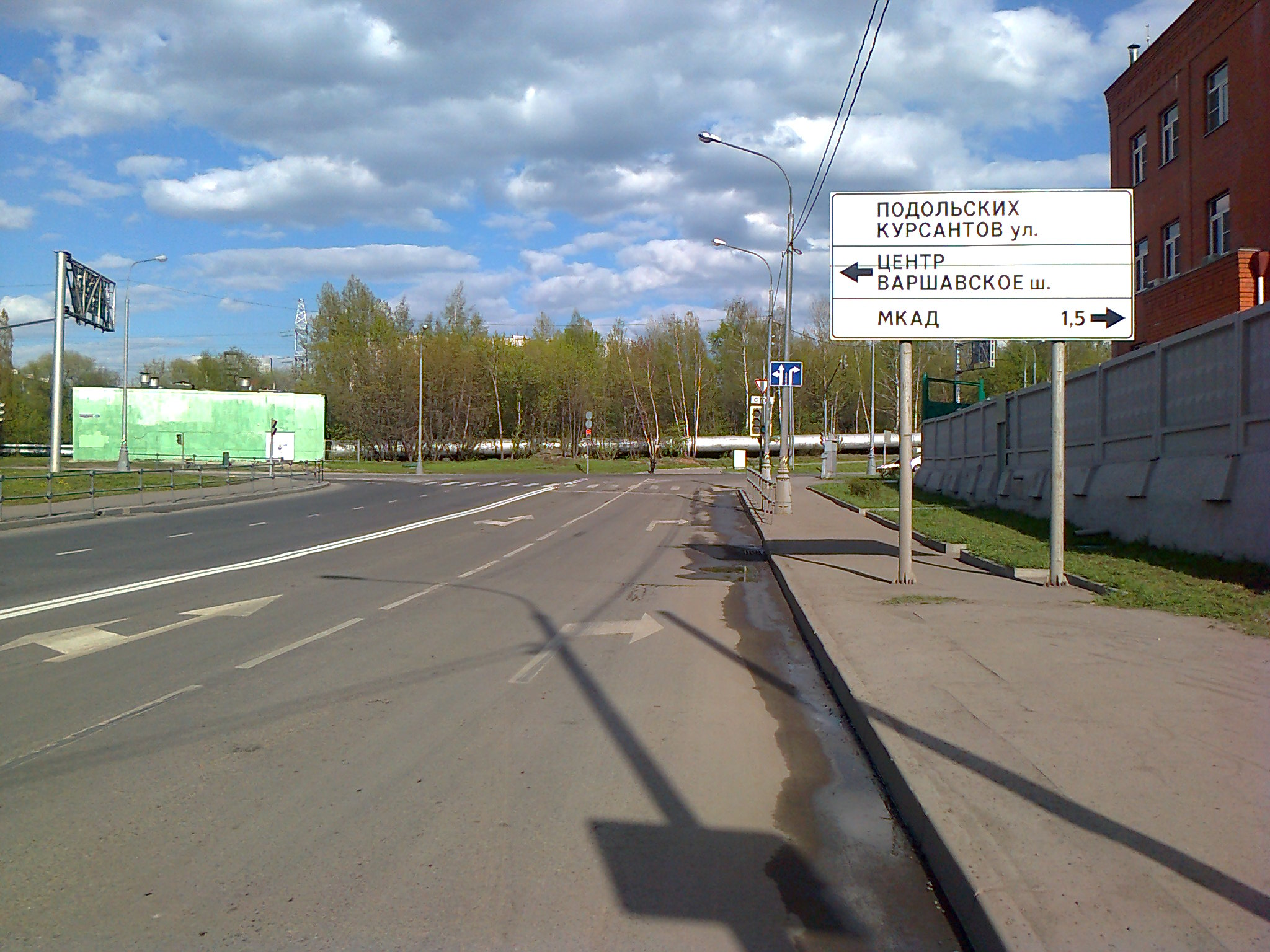